# Color (música medieval)
En teoría de la música medieval, los términos color y coloración se utilizan en diversos sentidos, haciendo referencia entre otros a la notación y a la estructuración de las duraciones de la nota.

## Coloración (notación mensural)
Como dispositivo de la notación mensural, es el sistema de anotar los metros y los ritmos musicales de los siglos XIV al XVI, la “coloración” hace referencia a la técnica de marcar las notas como si tuviesen solamente dos tercios de su valor nominal. Este aspecto se indica literalmente coloreando las cabezas de las notas en la música escrita de forma diferente a su apariencia normal. En el siglo XIV y principios del siglo XV, las notas coloreadas fueron marcadas típicamente en rojo mientras que las notas normales eran negras; en el siglo XVI, el mismo efecto fue alcanzado llenando las cabezas de las notas en negro mientras que las notas normales se dejaban huecas. Las secuencias de notas coloreadas se pueden utilizar para anotar los ritmos de tresillo o para los efectos de hemiola.

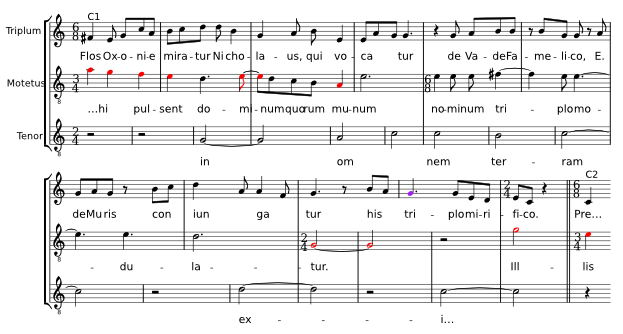
Ejemplo de la música de finales del usando la coloración para anotar los efectos polimétricos complejos. Las notas escritas en rojo en esta transcripción moderna también se escriben en rojo en la notación mensural original. En cada caso, esto indica que deben ser leídas como binarias (“imperfecto”), notas no-punteadas; sin la coloración, habrían sido leídas como ternarias (“perfecto”, es decir punteado).

## Coloración (ornamentación)
Durante los siglos XVI al XVIII el término coloración se refiere a la ornamentación florida, escrita o improvisada, también llamada disminución, así como a los pasajes de ornamentación libre llamados coloratura en el siglo XIX.

## Color (isorritmia)
En composiciones isorrítmicas, una técnica compositiva característica de los motetes del siglo XIV y principios del XV, el término “color” hace alusión a una secuencia de notas repetidas en el cantus firmus o tenor de una pieza. El “color” se divide típicamente en varios “taleae”, las secuencias que tienen el mismo patrón rítmico.

## Color (cromatismo)
En los siglos XIV y XV se empleaba el vocablo "color" para referirse a la belleza del género cromático, a los efectos de la musica ficta, y a la división del tono entero en partes desiguales, mediante las cuales se "colorean" dichos intervalos "imperfectos".